# 徐政 (宣德進士)
徐政，顺天府大兴县人，明朝官员、进士出身。

## 生平
宣德二年，登进士三甲第四名。宣德七年，授任中书舍人。